# Кена
Кена е град разположен в Горен Египет и административен център на област Кена. Градът се намира на източния бряг на река Нил.
Населението му е 206 831.